# Campeonato Mundial de Esqui Alpino de 2003
O Campeonato Mundial de Esqui Alpino de 2003 foi a 37º edição do evento, foi realizado em St. Moritz, Suíça, entre 2-16 de Fevereiro de 2003.

## Resultados

### Masculino
| Event                  | Ouro                                   | Prata                                                              | Bronze                                  |
| ---------------------- | -------------------------------------- | ------------------------------------------------------------------ | --------------------------------------- |
| Downhill (08.02)       | Michael Walchhofer · Áustria · 1:43,54 | Kjetil André Aamodt · Noruega · 1:44,05                            | Bruno Kernen · Suíça · 1:44,51          |
| Slalom (16.02)         | Ivica Kostelić · Croácia · 1:40,66     | Silvan Zurbriggen · Suíça · 1:40,99                                | Giorgio Rocca · Itália · 1:41,02        |
| Slalom Gigante (12.02) | Bode Miller · Estados Unidos · 2:45,93 | Hans Knauss · Áustria · 2:45,96                                    | Erik Schlopy · Estados Unidos · 2:45,97 |
| Súper G (02.02)        | Stephan Eberharter · Áustria · 1:38,80 | Hermann Maier · Áustria / · Bode Miller · Estados Unidos · 1:39,57 |                                         |
| Combinado (06.02)      | Bode Miller · Estados Unidos · 3:18,41 | Lasse Kjus · Noruega · 3:18,48                                     | Kjetil André Aamodt · Noruega · 3:18,54 |

### Feminino
| Event                  | Ouro                                     | Prata                                                                    | Bronze                                  |
| ---------------------- | ---------------------------------------- | ------------------------------------------------------------------------ | --------------------------------------- |
| Downhill (09.02)       | Mélanie Turgeon · Canadá · 1:34,30       | Corinne Rey-Bellet · Suíça / · Alexandra Meissnitzer · Áustria · 1:34,41 |                                         |
| Slalom (15.02)         | Janica Kostelić · Croácia · 1:39,55      | Marlies Schild · Áustria · 1:40,18                                       | Nicole Hosp · Áustria · 1:40,46         |
| Slalom gigante (13.02) | Anja Pärson · Suécia · 2:30,97           | Denise Karbon · Itália · 2:32,52                                         | Allison Forsyth · Canadá · 2:32,76      |
| Súper G (03.02)        | Michaela Dorfmeister · Áustria · 1:27,48 | Kirsten Lee Clark · Estados Unidos · 1:27,50                             | Jonna Mendes · Estados Unidos · 1:27,63 |
| Combinado (10.02)      | Janica Kostelić · Croácia · 2:41,63      | Nicole Hosp · Áustria · 2:41,69                                          | Marlies Oester · Suíça · 2:43,83        |

## Quadro de Medalhas
| Ordem | País           | Medalha de ouro | Medalha de prata | Medalha de bronze | Total |
| ----- | -------------- | --------------- | ---------------- | ----------------- | ----- |
| 1     | Áustria        | 3               | 5                | 1                 | 9     |
| 2     | Croácia        | 3               | 0                | 0                 | 3     |
| 3     | Estados Unidos | 2               | 2                | 2                 | 6     |
| 4     | Canadá         | 1               | 0                | 1                 | 2     |
| 5     | Suécia         | 1               | 0                | 0                 | 1     |
| 6     | Suíça          | 0               | 2                | 2                 | 4     |
| 7     | Noruega        | 0               | 2                | 1                 | 3     |
| 8     | Itália         | 0               | 1                | 1                 | 2     |
|       | TOTAL          | 10              | 12               | 8                 | 30    |